# Zartānlū
Zartānlū (persiska: Şūfīānlū, زرتانلو) är en ort i Iran.   Den ligger i provinsen Nordkhorasan, i den nordöstra delen av landet, 600 km öster om huvudstaden Teheran. Zartānlū ligger 1 556 meter över havet och antalet invånare är 392.
Terrängen runt Zartānlū är kuperad åt nordost, men åt sydväst är den bergig. Zartānlū ligger nere i en dal. Runt Zartānlū är det ganska tätbefolkat, med 67 invånare per kvadratkilometer. Närmaste större samhälle är Būānlū, 4,2 km nordost om Zartānlū. Trakten runt Zartānlū består i huvudsak av gräsmarker.